# 샌디 존슨

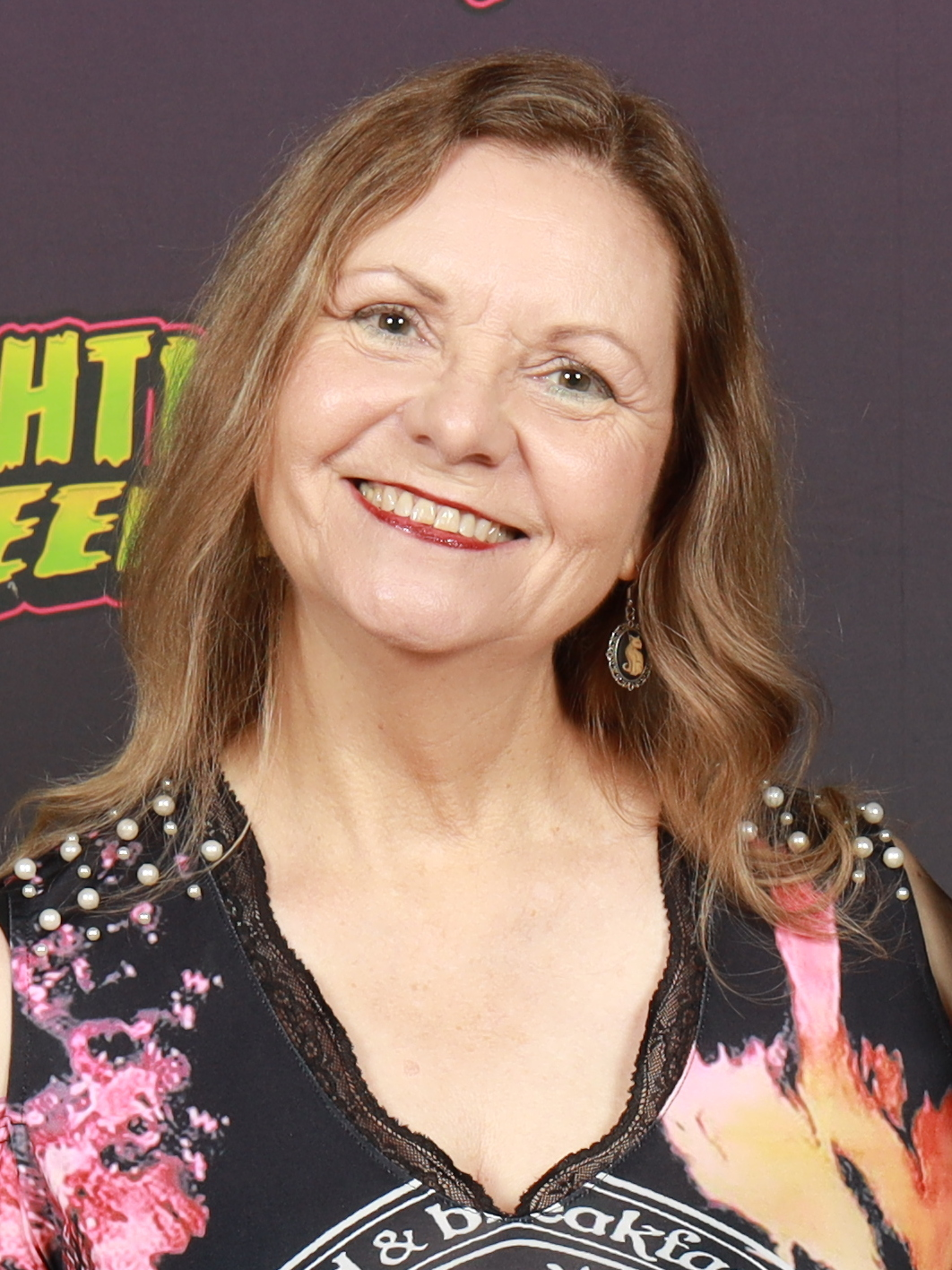

샌디 존슨(Sandy Johnson, 1954년 7월 7일 ~ )은 미국의 배우, 모델, 플레이메이트, 영화배우이다.
샌안토니오에서 태어났다.

## 영화
- 킹덤 (2007년)
- 못말리는 드라큐라 (1995년)
- 스크린 투 (1985년)
- 럭키 댄싱 (1979년)
- 몬티 파이튼의 성배 (1975년)